# Juan de Goyeneche y Aguerrevere
Juan Crisóstomo de Goyeneche y Aguerrevere (Irurita, Valle de Baztán, Navarra, 26 de enero de 1741 - † Arequipa, Perú, 27 de febrero de 1813), II Señor de Indacochea, fue un noble, militar, político y comerciante español.

## Actividad comercial
Juan de Goyeneche nació en la localidad navarra de Irurita (en el Valle de Baztán, Navarra) el 26 de enero de 1741. Heredero de los señoríos sobre las casas nobles de Indacoechea, Goyenechea, Grajitena, Iturreguía y Aguerreberea, en el lugar de Irurita; sobre las de Arraoiz y Maritorena, situadas en el de Aniz, y la de Iturralde, radicada en el Zurraure de Ciga, todas ellas en el Valle de Baztán, se trasladó al Virreinato del Perú destinado a las Milicias Disciplinadas de Arequipa, ciudad donde se instaló y fundó su familia.
En 1768 desembarcó en el Puerto de El Callao y, tras ponerse a las órdenes del Virrey Amat, se afincó en la ciudad de Arequipa. Rápidamente, Juan de Goyeneche se convirtió en un acaudalado hacendado y rico minero. Compró abundantes tierras, casas y minas de plata. Ostentó el cargo de tesorero de la Sociedad Mineralógica de Arequipa.
Se dedicó también a la actividad comercial, convirtiéndose, junto con su consuegro Bernardo de Gamio y Mateo Cossío, en uno de los más importantes del Perú. Se dedicó principalmente a la importación de manufacturas europeas cuyo objetivo se derivaba de la necesidad de pertrechar toda la ruta de abastecimiento a Potosí de productos que permitieran la explotación de la plata. Se dedicaba a su vez a la exportación de materias primas y aguardiente. Contaba con corresponsales en varios países de América y Europa (sobre la base de la función estratégica encomendada por el rey, que le permitió tener control de diferentes puntos del territorio colonial para garantizar el envío de la plata desde el Alto Perú a España). Durante años fue la primera renta anual en importancia de Arequipa.
Entre 1808 y 1813 contribuyó con importantes remesas de dinero que enviaba a España para sufragar los crecidos gastos ocasionados por la Guerra de la Independencia Española contra los franceses. A finales del siglo XVIII respaldó también económicamente la guerra de España contra los ingleses.
Tras cuatro años de grave enfermedad, falleció el 27 de febrero de 1813.

## Actividad militar
En la milicia fue nombrado capitán de la Octava Compañía del Primer Batallón del Regimiento de Infantería Miliciano de Arequipa. Participó en la represión del movimiento de Túpac Amaru. En 1788 fue ascendido a capitán de Granaderos y en 1796 a sargento mayor.

## Actividad política
En el ámbito de la política virreinal, Goyeneche fue elegido en 1786 Alcalde de Arequipa y posteriormente juez.

## Matrimonio y descendencia
En 1772 se casó con María Josefa de Barreda y Benavides, de ascendencia española, hija del Maestre de Campo don Nicolás de Barreda y Obando, uno de los mayores terratenientes de Arequipa. De este matrimonio tuvo cinco hijos: 
- Pedro Mariano (Oidor de la Real Audiencia de Lima),
- José Manuel (Teniente General de los Reales Ejércitos y primer Conde de Guaqui),
- José Sebastián (Obispo de Arequipa, Arzobispo de Lima y Primado del Perú),
- Juan Mariano (militar, financiero y comerciante) y
- Mª Presentación.